# Littonia
Littonia es un género de plantas herbáceas con 14 especies, perteneciente a la familia Colchicaceae. Sobre la base de estudios moleculares se ha propuesto que este género fuera trasladado a Gloriosa.

## Especies
- Littonia baudii Terrac.
- Littonia flavovirens Dammer
- Littonia grandiflora De Wild. & T.Durand
- Littonia hardeggeri Beck
- Littonia keiti Leichtlin
- Littonia lindeni Baker
- Littonia littonioides K.Krause
- Littonia minor Deflers
- Littonia modesta Hook.
- Littonia obscura Baker
- Littonia paludosa A.Chev.
- Littonia revoilii Franch.
- Littonia rigidifolia Bredell
- Littonia welwitschii Benth. & Hook.f.